# FC Tokyo sub-23
FC Tokyo sub-23 (FC東京U-23 Efushī Tōkyō U-23?) era el equipo filial de fútbol del FC Tokyo ubicado en la ciudad de Tokio. Fue fundado en 2016 para participar en la J3 League. El equipo se disolvió en 2020. Se repartía la localía entre el Ajinomoto Field Nishigaoka y el más pequeño Estadio Yumenoshima.

## Historia
FC Tokyo se unió a la J3 League en 2016 junto con los equipos filiales de Gamba Osaka y Cerezo Osaka. Estos clubes no podían ascender a la J2 League y se les permitía tener en cancha a tres jugadores mayores de 23 años.
En julio de 2019, se anunció que tras la temporada 2020 los equipos sub-23 dejarían de competir en la J3 League. El equipo anunció su decisión de no participar en la liga 2020 citando problemas organizativos provocados por la pandemia de covid-19.

## Uniforme
- Uniforme titular: Camiseta a franjas azules y rojas, pantalón azul, medias azules con rayas rojas.
- Uniforme alternativo: Camiseta a franjas grises y azul marino, pantalón azul marino, medias grises con rayas azul marino.

| Titular | Alternativo |